# Atriplex lentiformis
Atriplex lentiformis là loài thực vật có hoa thuộc họ Dền. Loài này được (Torr.) S.Watson mô tả khoa học đầu tiên năm 1874.